# Johannes Andreas Grib Fibiger
Johannes Andreas Grib Fibiger, danski zdravnik in patolog, nobelovec, * 23. april 1867, Silkeborg, Danska, † 23. april 1928, København.
Po diplomi je leta 1890 pridobil zdravniško licenco in nadaljeval študij, sprva pri Robertu Kochu in von Behringu v Berlinu, nato pa kot asistent pri C. J. Salomonsenu na oddelku za bakteriologijo Univerze v Københavnu. Doktoriral je leta 1895 s tezo o bakteriologiji davice. Leta 1897 je končal služenje v vojski kot zdravnik rezervist in po tistem postal najprej pomočnik demonstratorja na univerzitetnem Inštitutu za patologijo, potem pa je deloval v vojaških zdravstvenih ustanovah. Nazadnje je postal profesor patološke anatomije na Univerzi v Københavnu in direktor Inštituta za patološko anatomijo. Deloval je tudi v mnogih drugih strokovnih združenjih ter bil član več domačih in tujih akademij.

## Raziskovalno delo
Med raziskavami tuberkuloze pri laboratorijskih podganah je odkril, da imajo nekatere od njih tumorje. Kot vzrok za rakave spremembe je izpostavil zajedavske gliste, s katerimi so bile okužene podgane. Za to odkritje je leta 1926 prejel Nobelovo nagrado za fiziologijo ali medicino. Vendar pa se je kasneje izkazalo, da gliste niso neposredni vzrok za raka, temveč da gre za nespecifičen odziv na poškodbe celic. Leta 1915, dve leti po Fibigerjevem odkritju, je Japonec Kacusaburo Jamagiva dosegel podobne rezultate z nanašanjem katrana na ušesa zajcev. Ker je imelo Japončevo odkritje kasneje mnogo večji vpliv na to raziskovalno področje, so nekateri zgodovinarji mnenja, da bi moral biti Jamagiva vsaj soprejemnik Nobelove nagrade.